# Waller épület
A Waller épület (korábban University épület) a Willamette Egyetem adminisztratív létesítménye az Amerikai Egyesült Államok Oregon államának Salem városában. A Mississippi folyótól nyugatra fekvő legrégebbi, ma is használt felsőoktatási épület.
A reneszánsz stílusú épület 1975-ben bekerült a történelmi helyek jegyzékébe. Beltere kétszer is kiégett. 1987 és 1989 között, valamint 2005-ben felújították.

## Története

### Döntés az építkezésről
Az egyetemi főépület 1844-től romló állapota és helyhiány miatt az 1850-es évektől egy új létesítmény építését tervezték. A döntés 1860. október 3-án született meg; a finanszírozás felelőse Alvin F. Waller tiszteletes volt. Forráshiány miatt az építkezés nem indult el; 1862. november 19-én Waller, Gustavus Hines, Josiah Lamberson Parrish, J. Lamson és John H. Moores részvételével tervezőbizottság alakult.
December 2-án az igazgatóság hozzájárult, hogy az előfizetésekből befolyt díjakat húszezer dolláros összeghatárig Wallernek fizessék ki. Az 1863. május 20-ára összehívott gyűlésig 12 800 dollár gyűlt össze; ekkor építőbizottság jött létre, melynek tagjai Waller, Hines, Moores, E. N. Cook és Thomas Milton Gatch voltak. Az építkezés elsősorban Waller erőfeszítéseinek köszönhető. A tervek megvizsgálását követően 1864. február 22-én 16–1 arányban a kőalap és téglahomlokzat mellett döntöttek. A falak átnedvesedésének megelőzésére az alapot 91 centiméter magasra tervezték.

### Építkezés
A campus északi részén 1864 februárjában kezdték az alagsor kiásását. A július 24-ei ünnepségen az épület alapkövét David Leslie, az igazgatótanács elnöke helyezte el; emellett elástak egy időkapszulát és A. C. Gibbs kormányzó is beszédet mondott.
Az alapozáshoz szükséges téglákat a campuson égették ki az ásáskor kitermelt agyagból; a kivitelező félmillió téglát rendelt. Az 1867-ben befejezett létesítmény a University épület nevet kapta. Az egyetem 1867. október 21-én egy ünnepség keretében költözött át.
A kivitelezés költsége negyvenezer dollár volt, de további tizenhétezerre volt szükség az épülete bútorozásához. A létesítményben először tantermek, előadótermek és a könyvtár működött, a padláson pedig testnevelést tartottak. Egy ideig itt működött a kápolna és a kollégium is.

### Későbbi hasznosítás
Az Oregon Institute 1872 decemberében leégett, így a Waller maradt az egyetem egyetlen épülete; a 20. század elejéig minden tanszék itt működött. A művészeti épület 1906-ban épült.
A University épület 1891. szeptember 16-án kigyulladt; a felső két szint és a tető megsemmisült; ez utóbbit az eredeti tervektől eltérően manzárdtetővel pótolták, a kupola helyett pedig szögletes harangtornyot építettek.
1912-ben a létesítmény felvette a létrejöttében jelentős szerepet játszó Alvan (Alvin) F. Waller tiszteletes nevét. 1919. december 17-én, a téli szünet alatt a beltér teljesen kiégett, a tető és a harangtorony pedig megsemmisültek. A következő évben Fred A. Legge tervei alapján a korábbi kupolás, manzárdtető és harangtorony nélküli változat épült vissza. 1920-ban százezer dolláros gyűjtőkampány indult az újjáépítésre, a Lausanne épület befejezésére és a központi fűtés kialakítására.
Az 1980-as években az épület állagának romlása miatt felmerült lebontása és az eredeti tervek szerinti újjáépítése, de az iskola vezetősége a felújítás mellett döntött. A 2300 négyzetméteres létesítmény 2,26 millió dolláros rekonstrukciója 1987 novembere és 1989 novembere között zajlott. A munkálatok során az épületet a földrengésekkel szemben is ellenállóvá tették, a rektori hivatalt pedig a padlásra költöztették. 1988-tól adminisztratív létesítményként szolgált. 2005-ben 1,3 millió dollárért szigetelték a nyílászárókat, javították a homlokzatot és a beázásokat, felülvilágítókat építettek be, újrafestették a falakat, valamint világosították a belteret.

## Építészeti stílus
A reneszánsz téglaépületet Janes püspök javaslatára a görögkatolikus kereszttel megegyező arányokkal tervezték. A 26 méter hosszú és 13 méter széles szárnyak északi, keleti és nyugati határain aediculákat alakítottak ki. Az épület az alaptól a kupola tetejéig mérve eredetileg 30 méter magas volt. Az alaptól a párkányokig mért távolság 15 méter. Az alap 3,7 méter, míg a földszint 4,9 méter magas; a két emelet 3,7 méteres. Az alap kőből készült, a tetőt zsindellyel borították, az aulán kupolát helyeztek el. A külső homlokzatokon és csigalépcsőkön pilasztereket, fogsorokat és gyámköveket építettek.

## Felhasználása
Itt vannak az intézmény öregdiák-kapcsolatokért és üzleti ügyekért felelős irodái, emberierőforrás-hivatala, kommunikációs és külkapcsolati irodái, a rektori hivatal és más adminisztratív egységek. Az első emeleten háromszáz férőhelyes kápolna található, aminek festett ablakai és sípos orgonája van; vallási funkciója mellett koncertekre és előadásokra is használják. A Waller épület a campus északi részén, a Kapitóliummal szemközt található.
1992-ben, az intézmény fennállásának 150. évfordulóján a posta 19 centes képeslapot adott ki, amelyen George C. Warner festményén a Waller épület látható.

## Fordítás
- Ez a szócikk részben vagy egészben  a   Waller Hall című angol Wikipédia-szócikk ezen változatának fordításán alapul.  Az eredeti cikk szerkesztőit annak laptörténete sorolja fel. Ez a jelzés csupán a megfogalmazás eredetét és a szerzői jogokat jelzi, nem szolgál a cikkben szereplő információk forrásmegjelöléseként.